# McLaren MCL33
O McLaren MCL33 é o modelo de carro de corrida fabricado pela equipe McLaren para a disputa da temporada de Fórmula 1 de 2018, pilotado por Fernando Alonso e Stoffel Vandoorne.
O lançamento do carro ocorreu em 23 de fevereiro.

## Pré-temporada
Confrontemos a quilometragem acumulada pela McLaren, 2.737, com a da Toro Rosso que abordaremos a seguir, 3.817. A McLaren rompeu com a Honda sob a alegação de que sua unidade motriz, em três anos, não avançou, o número de quebras era inadmissível.
A Honda foi para a Toro Rosso, onde o projeto do carro não compromete as necessidades de ar da unidade motriz, e o que estamos assistindo é exatamente o oposto. A Toro Rosso-Honda só perde em quilometragem acumulada nos testes para a Mercedes e a Ferrari. Enquanto a McLaren, mesmo sem a Honda, agora com a Renault, segue treinando pouco.
É justo mencionar, também, que além de o STR13 respeitar os dados técnicos da unidade motriz Honda, o que pelo visto a McLaren não o fazia, a versão deste ano é o resultado do trabalho conjunto entre os engenheiros japoneses e estrangeiros aceitos no projeto. Uma novidade.
Na quinta-feira, Eric Boullier, diretor da McLaren, confessou que as seguidas quebras de Alonso e Vandoorne em Barcelona, agora, eram o resultado da ousadia do projeto do modelo MCL33 da escuderia. Para ter maior eficiência aerodinâmica, as tomadas de ar têm dimensões reduzidas e o conjunto traseiro é impressionantemente estreito, um primor do ponto de vista aerodinâmico, mas nada funcional, o calor permanece na área, comprometendo a resistência do carro.
Boullier admitiu que a McLaren vai para a Austrália não sabendo se seus pilotos irão concluir as 58 voltas da corrida. Está previsto um pacote de mudanças no MCL33 para Melbourne. A esperança de Alonso e Vandoorne é que o monoposto ganhe confiabilidade, mesmo em detrimento da perda de alguma velocidade.
Os ensaios no Circuito da Catalunha escancararam o que se suspeitava no ano passado: a responsabilidade da McLaren no fracasso da associação recente com a Honda é bem maior da imaginada.
A história da F1 mostra nesses casos, de necessidade de revisão do projeto, que o time tende a passar por algumas dificuldades até a nova versão tornar o carro funcional. Será surpreendente, como o próprio Boullier disse, se Alonso e Vandoorne se inserirem na luta, por exemplo, com as três mais eficientes hoje, Mercedes, Ferrari e Red Bull. Não foi o que os testes indicaram.
Por enquanto, uma vez o MCL33 podendo terminar as corridas, a McLaren deve liderar o pelotão imediatamente atrás das três. Lembrando que a introdução de pacotes aerodinâmicos importantes previstos para Melbourne e depois quando a F1 for para a Europa, na Espanha, 13 de maio, pode potencialmente rever essa ordem de forças.

## Raio X
Esse deve ser um dos carros mais difíceis de se decifrar. A evolução para quando a McLaren usava os motores Honda para agora, de Renault é perceptível. Só que o MCL33 vive um contrassenso no início deste ano: é rápido, mas quebra.